# August Geiger
Johann August Geiger (* 16. Juli 1893 in Lindau (Bodensee); † 31. Dezember 1991 ebenda) war ein deutscher Schreinermeister und Verbandsfunktionär.

## Werdegang
Geiger war Inhaber einer Schreinerei in Lindau (Bodensee). Von September 1945 bis Juni 1954 war er Präsident der Handwerkskammer Lindau. Im Zuge der Rückgliederung des Landkreises Lindau nach Bayern wurde die Handwerkskammer in die Handwerkskammer für Schwaben eingegliedert und Geiger das Amt des Kreishandwerksmeisters übertragen.
Die Handwerkskammer Lindau vergibt den von Geiger gestifteten August-Geiger-Preis für den Gesellen mit dem besten Prüfergebnis.

## Ehrungen
- 1955: Verdienstkreuz (Steckkreuz) der Bundesrepublik Deutschland
- Ehrenkreishandwerksmeister in Lindau